# Rasputina
Rasputina ist eine Band aus New York (Brooklyn), die 1992 gegründet wurde. Der Musikstil, den die Band produziert, wird bis heute diskutiert, da sich die Musik nicht eindeutig einem Genre zuordnen lässt.
Die Band setzt sich heutzutage aus einem Trio zusammen. Von den Gründungsmitgliedern Melora Creager, Julie Kent und Agnieszka Rybska
ist Melora Creager übrig geblieben, die vor der Gründung der Band eine Anzeige aufgab, in der stand, dass sie Mitglieder für eine Cello-Band suche. Julia Kent antwortete daraufhin, was die Zusammenkunft der beiden Musikerinnen bedeute.
Creager schreibt alle Texte für Rasputina, singt die meisten Lieder und gestaltete auch Cover einiger Veröffentlichungen.

## Diskografie

### Alben
- Thanks for the Ether - Columbia Records, 1996
- How We Quit the Forest - Columbia Records, 1998
- Cabin Fever - Instinct Records, 2002
- Frustration Plantation - Instinct Records, 2004
- Oh Perilous World - Filthy Bonnet Co., 2007
- Sister Kinderhook - Filthy Bonnet Co., 2010
- Great American Gingerbread, 2011 (Demos und Raritäten)
- Unknown, 2015
- The Feel-Good Hits of 1817, 2017

### Live-Alben
- A Radical Recital - Filthy Bonnet Co., 2005

### Singles
- The Olde HeadBoard - Columbia Records, 1998
- The Lost & Found (1st Edition) - RPM Records, 2001
- My Fever Broke - Instinct Records, 2002
- The Lost and Found, 2nd Edition - Instinct Records, 2003
- Transylvanian Regurgitations - Columbia Records, 1997